# Los Angeles Rams
Los Angeles Rams este o echipă de fotbal american cu sediul în zona metropolitană a orașului Los Angeles și care dispută meciurile de pe teren propriu pe SoFi Stadium din Inglewood, stadion pe care îl împarte cu echipa Los Angeles Chargers.
Echipa face parte din Divizia de Vest din National Football Conference (NFC), parte a ligii nord-americane National Football League (NFL). Clubul Los Angeles Rams a fost înființat în anul 1936, în Cleveland, sub numele Cleveland Rams.  Franciza s-a mutat în Los Angeles în anul 1946, după ce în 1945 câștigase NFL Championship Game, pentru a face loc în Cleveland proaspăt înființatei echipe Cleveland Browns. Până în 1980, Los Angeles Rams a jucat pe stadionul Los Angeles Memorial Coliseum, pentru ca apoi să se mute pe Anaheim Stadium din Orange County, California. În 1980, Rams a ajuns pentru prima dată în istoria francizei până în Super Bowl, unde a fost învinsă cu 31-19 de Pittsburgh Steelers.
În 1994, Rams au părăsit California și s-au mutat în St. Louis, Missouri. În 1999, au ajuns din nou în Super Bowl unde au învins cu 23-16 pe Tennessee Titans. Apoi, Rams au mai jucat o finală NFL, în 2001, fiind învinși de New England Patriots cu 23-16.
Rams au jucat în St. Louis până la finalul sezonului 2015 când au făcut cerere pentru a reveni în Los Angeles. Cerința lor a fost aprobată în ianuarie 2016, în întâlnirea proprietarilor din NFL. În sezonul 2018, Los Angeles Rams au ajuns în Super Bowl unde au pierdut cu 13-3 duelul cu New England Patriots.
În februarie 2022, Los Angeles Rams a câștigat Super Bowl pentru a doua oară în istoria francizei, după o victorie chiar pe propriul stadion, scor 23-20, contra echipei Cincinnati Bengals.